# ガブリエーレ・ディ・ボルボーネ＝ドゥエ・シチリエ
ガブリエーレ・ディ・ボルボーネ＝ドゥエ・シチリエ（Gabriele di Borbone-Due Sicilie, 1897年1月11日 - 1975年10月22日）は、両シチリア王国の旧統治者ブルボン＝シチリア家の一員。両シチリア王フェルディナンド2世の孫にあたる。全名はガブリエーレ・マリーア・ジュゼッペ・カルロ・イニャツィオ・アントーニオ・アルフォンソ・ピエトロ・ジョヴァンニ・ジェラルド・ディ・マジェラ・エト・オムニ・サンクティ（Gabriele Maria Giuseppe Carlo Ignazio Antonio Alfonso Pietro Giovanni Gerardo di Majella et Omni Sancti di Borbone-Due Sicilie）。

## 生涯
最後の両シチリア王フランチェスコ2世の異母弟カゼルタ伯アルフォンソと、その妻でトラーパニ伯フランチェスコの娘であるマリーア・アントニエッタの間の第12子、末息子として生まれた。伝統的に両シチリア王家の王族として扱われていたが、姻戚のスペイン王アルフォンソ13世の特旨により、1920年8月16日付けでブルボン公子（Principe de Borbon）の称号と王家の殿下（Royal Highness相当）の敬称を法的に認められ、この称号はガブリエーレの（王家の成員としての）正統な婚姻によって出生した全ての男系子孫に受け継がれるとされた。
ガブリエーレは生涯に2度結婚し、いずれもポーランド人上級貴族の娘を妻に迎えた。1927年8月25日のパリにおいて、アダム・ルドヴィク・チャルトリスキ公爵の娘マウゴジャータ・チャルトリスカ（1902年 - 1929年）と結婚したが、マウゴジャータは第1子を出産後まもなく死去した。1932年9月15日にクラクフにおいて、カジミェシュ・ルボミルスキ公爵の娘ツェツィリア・ルボミルスカ（1907年 - 2001年）と再婚した。

## 子女
最初の妻マウゴジャータ・チャルトリスカとの間に息子を1人もうけた。
- アントワーヌ・マリー・ジョゼフ・アルフォンス・アダム・エト・オムネス・サンクティ（1929年 - 2019年） - 1958年、ヴュルテンベルク公女エリーザベトと結婚

2番目の妻ツェツィリア・ルボミルスカとの間に2男2女の4人の子女をもうけた。
- ジャン・マリー・カジミール（1933年 - 2000年）
- マリア・マルガリータ・テレーズ・アントワネット・アルフォンシーヌ・カジミーラ（1934年 - 2014年） - 1962年、Luis Gonzaga Maldonado y Gordonと結婚
- マリア・インマキュラータ（1937年 - 2020年） - 1970年、Miguel Garcia de Saéz y Telleceaと結婚（1979年離婚）
- カジミール・マリア・アルフォンス・ガブリエル（1938年 - ） - 1967年、サヴォア＝アオスタ公女マリーア・クリスティーナ（アオスタ公アメデーオの娘）と結婚